# Diocèse de San Vicente
Ne doit pas être confondu avec Diocèse de San Vicente del Caguán.
Le diocèse de San Vicente (en latin : Dioecesis Sancti Vincentii ; en espagnol : Diócesis de San Vicente) est un diocèse de l'Église catholique du Salvador, suffragant de l'archidiocèse de San Salvador.

## Territoire
Il comprend le département de Cabañas et une grande partie du département de San Vicente, l'autre petite partie de ce département étant géré par le diocèse de Zacatecoluca. Son territoire est d'une superficie de 2 056 km2 divisé en 40 paroisses. Le siège épiscopal est à San Vicente où se trouve la cathédrale dédiée à saint Vincent de León (es). Dans la même ville se trouve la basilique Notre-Dame du Pilier.

## Histoire
Le diocèse est érigé le 18 décembre 1943 par la constitution apostolique Si qua in catholico du pape Pie XII en prenant une partie du territoire de l'archidiocèse de San Salvador dont San Vicente devient suffragant.
Par la lettre apostolique Quidquid ad cultum du 28 octobre 1949, le pape Pie XII décrète que la Vierge, vénérée sous le vocable de Marie Auxiliatrice, est la patronne du diocèse.
Le 5 mai 1987, il cède une portion de territoire pour l'érection du diocèse de Zacatecoluca.

## Évêques
- Pedro Arnoldo Aparicio y Quintanilla, S.D.B (1948-1983)
- José Oscar Barahona Castillo (1983-2005)
- José Luis Escobar Alas (2005-2008) nommé archevêque de San Salvador
- José Elías Rauda Gutiérrez, O.F.M (2009- )